# インテルナツィオナーレ・ミラノ 2023-24シーズン
インテルナツィオナーレ・ミラノ 2023-24シーズンは、インテルナツィオナーレ・ミラノが3シーズンぶり20回目のリーグ優勝を果たした2023-24シーズンを詳述する。
このシーズンでは、セリエAとスーペルコッパ・イタリアーナのタイトルを獲得した。

## シーズン詳細
インテル・ミラノはプレシーズンマッチを6試合行い、8月1日に日本の国立競技場でパリ・サンジェルマンFCと対戦するなどしてシーズンに臨んだ。インテルが来日するのは、2004年夏以来となった。

### 夏の移籍
夏の移籍市場では、サミール・ハンダノヴィッチが退団（後に引退）、ミラン・シュクリニアル、エディン・ジェコ、ロベルト・ガリアルディーニ、ダニーロ・ダンブロージオらがフリーで移籍。アンドレ・オナナ、アンドレア・ピナモンティ、マルセロ・ブロゾヴィッチ、ロビン・ゴセンスも売却しチームを去った。期待された結果を残せなかったホアキン・コレアはオリンピック・マルセイユへとレンタル移籍することになった。
補強面では、フランチェスコ・アチェルビの買取OPを行使し、バンジャマン・パヴァール、ヤン・アウレル・ビセック、ヤン・ゾマーを獲得した。マルクス・テュラム、デイヴィ・クラーセン、フアン・クアドラード、アレクシス・サンチェスらをフリーで獲得。レンタルでもダヴィデ・フラッテージ、カルロス・アウグスト、エミル・アウデロ、マルコ・アルナウトヴィッチが加入した。
キャプテンを務めていたハンダノヴィッチが退団したため、このシーズンからはラウタロ・マルティネスがキャプテン、ニコロ・バレッラが副キャプテンに就任した。

### シーズン前半戦
シーズン開幕後、ミラノダービーでの5-1での大勝も含めリーグ戦5連勝を記録。しかし、第6節USサッスオーロ戦では逆転負けを喫した。UEFAチャンピオンズリーグは3勝3分でターンオーバーを敢行しつつグループステージ2位通過を決めた。ラウンド16から参戦したコッパ・イタリアではボローニャFCに負けを喫し初戦で敗退した。しかし、リーグ戦では地道に連勝を重ねユヴェントスFCと首位を争った。

### 冬の移籍
冬の移籍市場では、カナダ代表のタジョン・ブキャナンを獲得。ルシアン・アグメがセビージャFCへとレンタル移籍した。

### シーズン後半戦
年明け初戦となる第19節エラス・ヴェローナFC戦では93分にフラッテージが勝ち越しゴールを決めるも、97分にPKを取られてしまい、相手FWトーマス・アンリがPKを外して結果的に勝利を収めるという劇的な試合があった。スーペルコッパ・イタリアーナでは、SSラツィオとSSCナポリに勝利し3連覇を果たした。リーグ戦第23節のユヴェントス戦では1-0で勝利し2位ユヴェントスとの差を広げた。第24節のASローマ戦にも勝利し、ラツィオ、ナポリ、ACFフィオレンティーナ、ユヴェントス、ローマといった強豪との5連戦を全勝で乗り切った。CLラウンド16ではアトレティコ・マドリードと対戦しホームでは1-0で勝利したものの、アウェイでは1-2で延長戦PK戦の末に敗戦した。しかしリーグ戦では第6節以降無敗を継続し、ユヴェントスの失速もあり首位を独走。4月23日に行われた第33節のミラノダービー、ACミラン戦にて2-1で勝利したことで3シーズンぶり20回目の優勝を決めた。5試合を残しての優勝はリーグ史上最速タイであった。第34節トリノFC戦後には優勝パレードを行い、ホーム最終戦第37節SSラツィオ戦後にはトロフィーを掲げた。
シーズン成績は、降格圏の19位に終わったUSサッスオーロにシーズンダブルを喫したものの、リーグ戦38試合29勝7分2敗の勝ち点94で終了。セリエAとスーペルコッパ・イタリアーナの2つのタイトルを獲得した。
個人成績では、ラウタロ・マルティネスがリーグ戦24ゴールで得点王に輝き、2トップの相棒でありフリーで獲得したマルクス・テュラムも13ゴールを決めた。セリエAシーズン最優秀監督にはシモーネ・インザーギ、最優秀DFにアレッサンドロ・バストーニ、最優秀MFにはハカン・チャルハノール、MVPにはラウタロ・マルティネスが選ばれた。
なお、シーズン終了直前の5月22日には、蘇寧グループへの融資が返済されなかった為、アメリカの投資会社であるオークツリー・キャピタル・マネジメントへと所有権が変更されたことが発表された。6月4日、CEOとして数々の補強を成功させてきたジュゼッペ・マロッタの会長就任が発表された。

## 所属選手
（出典）
注：選手の国籍表記はFIFAの定めた代表資格ルールに基づく。
| No. | Pos. |              | 選手名                             |
| --- | ---- | ------------ | ---------------------------------- |
| 1   | GK   | スイス       | ヤン・ゾマー ★                     |
| 2   | MF   | オランダ     | デンゼル・ダンフリース ()          |
| 5   | MF   | イタリア     | ステファノ・センシ                 |
| 6   | DF   | オランダ     | ステファン・デ・フライ             |
| 7   | MF   | コロンビア   | フアン・クアドラード ★             |
| 8   | FW   | オーストリア | マルコ・アルナウトヴィッチ         |
| 9   | FW   | フランス     | マルクス・テュラム                 |
| 10  | FW   | アルゼンチン | ラウタロ・マルティネス () ★        |
| 12  | GK   | イタリア     | ラッファエーレ・ディ・ジェンナーロ |
| 14  | MF   | オランダ     | デイヴィ・クラーセン               |
| 15  | DF   | イタリア     | フランチェスコ・アチェルビ         |
| 16  | MF   | イタリア     | ダヴィデ・フラッテージ             |
| 17  | MF   | カナダ       | タジョン・ブキャナン ★             |

| No. | Pos. |            | 選手名                      |
| --- | ---- | ---------- | --------------------------- |
| 20  | MF   | トルコ     | ハカン・チャルハノール ()   |
| 21  | MF   | アルバニア | クリスティアン・アスラニ () |
| 22  | MF   | アルメニア | ヘンリク・ムヒタリアン ★    |
| 23  | MF   | イタリア   | ニコロ・バレッラ            |
| 28  | DF   | フランス   | バンジャマン・パヴァール    |
| 30  | MF   | ブラジル   | カルロス・アウグスト ★      |
| 31  | DF   | ドイツ     | ヤン・アウレル・ビセック () |
| 32  | DF   | イタリア   | フェデリコ・ディマルコ      |
| 36  | DF   | イタリア   | マッテオ・ダルミアン        |
| 70  | FW   | チリ       | アレクシス・サンチェス ★    |
| 77  | GK   | イタリア   | エミル・アウデロ            |
| 95  | DF   | イタリア   | アレッサンドロ・バストーニ  |

※括弧内の国旗はその他の保有国籍を、星印はEU圏外選手を示す。 

## プレシーズンマッチ
| 2023年7月18日 1    | インテル                                            | 3-0 | ルガーノ | アッピアーノ・ジェンティーレ                     |
| 18:30 CEST (UTC+2) | - ファッビアン 15分 - センシ 40分 - エスポジド 85分 |     |          | 競技場: アンジェロ・モラッティ・スポーツセンター |

| 2023年7月21日 2    | インテル | 10-0 | ペルコレッテーゼ | アッピアーノ・ジェンティーレ                     |
| 18:00 CEST (UTC+2) | - コレア 19分 - バストーニ 22分 - チャルハノール 30分 - ダンフリース 45+1分 - ラウタロ 63分, 76分 (pen.), 87分, 90+2分 (pen.) - エスポジト 75分 - ムヒタリアン 85分 |      |                  | 競技場: アンジェロ・モラッティ・スポーツセンター |

| 2023年7月27日 3   | アル・ナスル    | 1-1 | インテル            | 大阪                           |
| 19:20 JST (UTC+9) | - ガリーブ 23分 |     | - フラッテージ 44分 | 競技場: ヤンマースタジアム長居 |

| 2023年8月1日 4    | パリ・サンジェルマン  | 1-2 | インテル                        | 東京                                |
| 19:00 JST (UTC+9) | - ヴィティーニャ 64分 |     | - エスポジト 81分 - センシ 83分 | 競技場: 国立競技場 観客数: 50,139人 |

| 2023年8月9日 5     | レッドブル・ザルツブルク             | 3-4 | インテル                                                                  | ザルツブルク                 |
| 19:00 CEST (UTC+2) | - コナテ 6分, 34分 - ベイドゥー 46分 |     | - パヴロヴィッチ 9分 (o.g.) - デ・フライ 24分 - コレア 42分 - センシ 90分 | 競技場: レッドブル・アレーナ |

| 2023年8月13日 6    | インテル                                                       | 4-2 | エグナティア                              | フェラーラ                           |
| 20:00 CEST (UTC+2) | - バレッラ 55分 - ラウタロ 79分, 83分 (pen.) - スタービレ 90分 |     | - ドワミーナ 6分 - メデイロス 68分 (pen.) | 競技場: スタディオ・パオロ・マッツァ |

## リーグ戦順位表
| 順 | チーム             | 試 | 勝 | 分 | 敗 | 得 | 失 | 差  | 点 | 出場権または降格                                 |
| -- | ------------------ | -- | -- | -- | -- | -- | -- | --- | -- | ------------------------------------------------ |
| 1  | インテル (C)       | 38 | 29 | 7  | 2  | 89 | 22 | +67 | 94 | チャンピオンズリーグ 2024-25リーグフェーズに出場 |
| 2  | ミラン             | 38 | 22 | 9  | 7  | 76 | 49 | +27 | 75 | チャンピオンズリーグ 2024-25リーグフェーズに出場 |
| 3  | ユヴェントス       | 38 | 19 | 14 | 5  | 54 | 31 | +23 | 71 | チャンピオンズリーグ 2024-25リーグフェーズに出場 |
| 4  | アタランタ         | 38 | 21 | 6  | 11 | 72 | 42 | +30 | 69 | チャンピオンズリーグ 2024-25リーグフェーズに出場 |
| 5  | ボローニャ         | 38 | 18 | 14 | 6  | 54 | 32 | +22 | 68 | チャンピオンズリーグ 2024-25リーグフェーズに出場 |
| 6  | ローマ             | 38 | 18 | 9  | 11 | 65 | 46 | +19 | 63 | ヨーロッパリーグ 2024-25リーグフェーズに出場     |
| 7  | ラツィオ           | 38 | 18 | 7  | 13 | 49 | 39 | +10 | 61 | ヨーロッパリーグ 2024-25リーグフェーズに出場     |
| 8  | フィオレンティーナ | 38 | 17 | 9  | 12 | 61 | 46 | +15 | 60 | カンファレンスリーグ 2024-25予選プレーオフに出場 |
| 9  | トリノ             | 38 | 13 | 14 | 11 | 36 | 36 | 0   | 53 |                                                  |
| 10 | ナポリ             | 38 | 13 | 14 | 11 | 55 | 48 | +7  | 53 |                                                  |
| 11 | ジェノア           | 38 | 12 | 13 | 13 | 45 | 45 | 0   | 49 |                                                  |
| 12 | モンツァ           | 38 | 11 | 12 | 15 | 39 | 51 | −12 | 45 |                                                  |
| 13 | ヴェローナ         | 38 | 9  | 11 | 18 | 38 | 51 | −13 | 38 |                                                  |
| 14 | レッチェ           | 38 | 8  | 14 | 16 | 32 | 54 | −22 | 38 |                                                  |
| 15 | ウディネーゼ       | 38 | 6  | 19 | 13 | 37 | 53 | −16 | 37 |                                                  |
| 16 | カリアリ           | 38 | 8  | 12 | 18 | 42 | 68 | −26 | 36 |                                                  |
| 17 | エンポリ           | 38 | 9  | 9  | 20 | 29 | 54 | −25 | 36 |                                                  |
| 18 | フロジノーネ (R)   | 38 | 8  | 11 | 19 | 44 | 69 | −25 | 35 | セリエB 2024-2025へ降格                          |
| 19 | サッスオーロ (R)   | 38 | 7  | 9  | 22 | 43 | 75 | −32 | 30 | セリエB 2024-2025へ降格                          |
| 20 | サレルニターナ (R) | 38 | 2  | 11 | 25 | 32 | 81 | −49 | 17 | セリエB 2024-2025へ降格                          |

## UEFAチャンピオンズリーグ

### グループステージ
| 順 | チーム                   | 試 | 勝 | 分 | 敗 | 得 | 失 | 差 | 点 | 出場権                 |  | RSO | INT | BEN | SAL |
| -- | ------------------------ | -- | -- | -- | -- | -- | -- | -- | -- | ---------------------- |  | --- | --- | --- | --- |
| 1  | レアル・ソシエダ         | 6  | 3  | 3  | 0  | 7  | 2  | +5 | 12 | ラウンド16に進出       |  | —   | 1–1 | 3–1 | 0–0 |
| 2  | インテル・ミラノ         | 6  | 3  | 3  | 0  | 8  | 5  | +3 | 12 | ラウンド16に進出       |  | 0–0 | —   | 1–0 | 2–1 |
| 3  | ベンフィカ               | 6  | 1  | 1  | 4  | 7  | 11 | −4 | 4  | ヨーロッパリーグに進出 |  | 0–1 | 3–3 | —   | 0–2 |
| 4  | レッドブル・ザルツブルク | 6  | 1  | 1  | 4  | 4  | 8  | −4 | 4  |                        |  | 0–2 | 0–1 | 1–3 | —   |

| 2023年9月20日 1 | レアル・ソシエダ | 1–1      | インテル・ミラノ | サン・セバスティアン                                               |
| 21:00           | - メンデス 4分   | レポート | - ラウタロ 87分  | 競技場: レアラ・マリーナ 観客数: 56,591 主審: マイケル・オリヴァー |

| 2023年10月3日 2 | インテル・ミラノ | 1–0      | SLベンフィカ | ミラノ                                                                             |
| 21:00           | - テュラム 62分  | レポート |              | 競技場: スタディオ・ジュゼッペ・メアッツァ 観客数: 66,573 主審: ダニー・マッケリー |

| 2023年10月24日 3 | インテル・ミラノ                               | 2–1      | レッドブル・ザルツブルク | ミラノ                                                                                 |
| 18:45            | - サンチェス 19分 - チャルハノール 64分 (pen.) | レポート | - グローフ 57分          | 競技場: スタディオ・ジュゼッペ・メアッツァ 観客数: 71,825 主審: フランソワ・ルテクシエ |

| 2023年11月8日 4 | レッドブル・ザルツブルク | 0–1      | インテル・ミラノ       | ザルツブルク                                                                     |
| 21:00           |                          | レポート | - ラウタロ 85分 (pen.) | 競技場: シュタディオン・ザルツブルク 観客数: 30,071 主審: セルダル・ゲズビュユク |

| 2023年11月29日 5 | SLベンフィカ         | 3–3      | インテル・ミラノ                                                       | リスボン                                                                     |
| 21:00            | - マリオ 5, 13, 34分 | レポート | - アルナウトヴィッチ 51分 - フラッテージ 58分 - サンチェス 72分 (pen.) | 競技場: エスタディオ・ダ・ルス 観客数: 52,944 主審: アンドレス・トレイマニス |

| 2023年12月12日 6 | インテル・ミラノ | 0–0      | レアル・ソシエダ | ミラノ                                                                               |
| 21:00            |                  | レポート |                  | 競技場: スタディオ・ジュゼッペ・メアッツァ 観客数: 69,010 主審: サンドロ・シェーラー |

### ラウンド16
| 2024年2月20日 ラウンド16 | インテル・ミラノ          | 1–0      | アトレティコ・マドリード | ミラノ                                                                                       |
| 21:00                    | - アルナウトヴィッチ 79分 | レポート |                          | 競技場: スタディオ・ジュセッペ・メアッツァ 観客数: 73,709 主審: イシュトヴァーン・コヴァーチ |

| 2024年3月13日                           | アトレティコ・マドリード          | 2 - 1 (延長) (3 - 2 PK戦)                                              | インテル・ミラノ  | エスタディオ・メトロポリターノ, マドリード  |
| 21:00                                   | - グリーズマン 35分 - デパイ 87分 | レポート                                                               | - ディマルコ 33分 | 観客数: 69,196人 主審: シモン・マルチニアク |
|                                         | PK戦                              |                                                                        |                   |                                             |
| - デパイ - サウール - リケルメ - コレア |                                   | - チャルハノール - サンチェス - クラーセン - アチェルビ - マルティネス |                   |                                             |